# エゾホトケドジョウ
エゾホトケドジョウ（蝦夷仏泥鰌、蝦夷仏鰌、学名：Lefua nikkonis）は、条鰭綱コイ目フクドジョウ科に属する魚の一種。

## 分布
日本固有種で、北海道と青森県に分布する。最近シベリアでも見つかっているがこれはアイヌによる移入分布との説がある。また富山県黒部川水系にも生息が確認されており、人為的な移入が行われたとされる
青森県の個体群も北海道からの移入種とされていたが、現在では形状及び遺伝子的な差から在来種とされている。

## 特徴
全長は約7cm。体色は黄褐色または青褐色で、不明瞭で小さな暗色点が散在。口ひげは4対8本。
池沼などの止水域や流れの緩やかな水路に生息する。5-7月に産卵する。

## 保全状態評価
- 絶滅危惧IB類 (EN)（環境省レッドリスト）

1999年の環境省レッドリストでは絶滅危惧II類であったが、2007年以降のレッドリストでは絶滅危惧IB類に指定されている。